# Let’s Make an Opera
Let’s Make an Opera Opus 45 (deutsch: Wir machen eine Oper) mit dem darin enthaltenen The Little Sweep (Der kleine Schornsteinfeger) ist die Kombination eines Theaterstücks mit einer Kinderoper in drei Akten von Benjamin Britten nach dem Libretto von Eric Crozier, das auf einer Novelle von Charles Dickens basiert.
Das Werk wurde während des Aldeburgh Festivals am 14. Juni 1949 in der Jubilee Hall in Aldeburgh erstmals aufgeführt.

## Gestaltung
Das Entertainment for Young People (deutsch: Eine Unterhaltung für die Jugend) besteht aus drei Teilen. Die ersten beiden sind ein reines Schauspiel mit wenigen Musikeinlagen. Der dritte Teil umfasst die Kinderoper The Little Sweep, die die eigentliche Geschichte enthält. Sie kann auf Grund ihrer Eigenständigkeit auch separat aufgeführt werden.
Britten hatte hier die Absicht, Kindern zu zeigen, wie man eine kleine Oper produziert. Das Publikum darf auch mitwirken und im Schauspiel, das die Oper einleitet, werden die Chöre einstudiert, die später in der Kinderoper gesungen werden.
Es wirken sowohl erwachsene Sänger, als auch Kinder mit. Einige Kinderrollen, darunter die des kleinen Schornsteinfegers, sind Solo-Gesangsrollen.

## Inhalt
Ort und Zeit des Vorspiels – auf der Bühne eines Gemeindehauses, 1949

### Erster Teil
Elisabeth Parrish erzählt den anwesenden Kindern die Geschichte von Sam, dem kleinen Schornsteinfeger. Diese Geschichte hatte sie früher selbst von ihrer Großmutter gehört: Während ihre Mutter abwesend war, um nach dem ankommenden Schiff des Vaters zu sehen, hatten in Iken Hall die drei Kinder der Familie Brook Besuch von ihren drei Vettern und Cousinen aus der Familie Crome und deren Kindermädchen. Der Besuch, bei dem sie die Abenteuer des Schornsteinfegerjungen Sam erlebten, dauerte bis zum folgenden Tag.
Von der Erzählung sind die Kinder so begeistert, dass sie daraus eine Oper machen wollen.

### Zweiter Teil
Die Opernaufführung mit zeitgenössischen Amateurdarstellern  wird mit Gesangs- und Kostümproben vorbereitet.
Nun folgt die eigentliche Oper um den gegängelten und sozial benachteiligten kleinen Schornsteinfegerlehrling Sam.

### Dritter Teil
Ort und Zeit der Oper – Das Kinderzimmer von Iken Hall, 1810
Der Schornsteinfegermeister Black Bob, sein Gehilfe Clem und der neue Schornsteinfegerjunge Sam lassen sich in Iken Hall von der Haushälterin Miss Baggott die anstehenden Arbeiten erläutern. Black Bob und sein Gehilfe übertragen alle auszuführenden Arbeiten an Sam. Als dieser zum ersten Mal in einen Schornstein klettert, bleibt der weinende Junge darin stecken. Die Kinder von Iken Hall Johnny, Tina, Gay mit ihren Vettern und Cousinen Sophie, Sammy und Hughie hören Sams Schreie.
Nachdem die Kinder Sam aus dem Schornstein befreit haben, wollen sie ihn auch von der Arbeit des Schornsteinfegens befreien. Sie geben vor, Sam sei weggelaufen und verstecken ihn vor Black Bob, Clem und Miss Baggott. Später weihen sie das Kindermädchen Rowan ein. Dann wird der Schornsteinfegerjunge gewaschen und neu gekleidet. Am nächsten Tag schmuggeln Rowan und die Kinder den in einer Truhe verstecken Sam aus Iken Hall hinaus.

## Rollen
| Rolle im Schauspiel | Rolle in der Oper                                                              | Stimmlage    | Originalbesetzung |
| --- | ------------------------------------------------------------------------------ | ------------ | ----------------- |
| Erwachsene |                                                                                |              |                   |
| Norman Chaffinch ein eifriger, begeisterter Laienschauspieler und Produzent                                                                | Black Bob ein brutaler Schornsteinfegermeister und Tom Kutscher von Woodbridge | Bass         | Norman Lumsden    |
| Gladys Parworthy eine mütterliche Nachbarin von ihm mit großer Erfahrung als Laienschauspielerin                                           | Miss Baggott Haushälterin von Iken Hall                                        | Alt          | Gladys Parr       |
| Elisabeth Parrish lehrt Englisch und Musik an der heimischen Schule und hilft den Kindern, ihre Oper zu schreiben; groß, hübsch und eifrig | Rowan Kindermädchen der Vettern und Cousinen aus Woodbridge                    | Sopran       | Elisabeth Parry   |
| Anne Dougall hat vor kurzem die Schule verlassen und arbeitet in der Bank; befreundet mit Elisabeth Parrish                                | Juliet Brook, 14 Jahre eines der Kinder von Iken Hall                          | Sopran       | Anne Sharp        |
| Max Westleton Bürojunge und Gelegenheitsarbeiter in der Leiston-Druckerei                                                                  | Clem Black Bobs Sohn und Gehilfe und Alfred Gärtner von Iken Hall              | Tenor        | Max Worthley      |
| Der Dirigent Organist der örtlichen Kirche                                                                                                 | Dirigent                                                                       |              | Norman Del Mar    |
| Kinder |                                                                                |              |                   |
| Johnnie Chaffinch, 15 Jahre gut in Mathe, weiß alles über Sicherungen und Stromkreise                                                      | Johnny Crome, 15 Jahre einer der Vettern und Cousinen aus Woodbridge           | Knabensopran | Peter Cousins     |
| Tina Chaffinch, 9 Jahre klein, ruhig und schüchtern                                                                                        | Tina Crome, 8 Jahre eine der Vettern und Cousinen aus Woodbridge               | Sopran       | Mavis Gardiner    |
| Gay Denton, 13 Jahre von der Schule zu Hause in den Ferien                                                                                 | Gay Brook, 13 Jahre eines der Kinder von Iken Hall                             | Knabensopran | Bruce Hines       |
| Sophie Stevenson, 11 Jahre fröhliches Mädchen mit einem großen Lächeln                                                                     | Sophie Brook, 10 Jahre eines der Kinder von Iken Hall                          | Sopran       | Monica Garrod     |
| Sammy Fisher, 8 Jahre Chorknabe in der Kirche; einer von Miss Parrishs Schülern                                                            | Sam Sparrow („Sammy“), 8 Jahre Black Bobs neuer Schornsteinfegerjunge          | Knabensopran | John Moules       |
| Hugh Lark, 8 Jahre auch ein Chorknabe und Schüler                                                                                          | Hugh Crome („Hughie“), 8 Jahre Tinas Zwillingsbruder                           | Knabensopran | Ralph Canham      |

## Musiknummern
| Nummer     | Titel                                     | Besetzung                                              |
| ---------- | ----------------------------------------- | ------------------------------------------------------ |
| I          | The Sweep’s Song, Publikumslied I.        | Publikum, später Clem und Bob                          |
| II         | Quartett „Sweep the chimney!“             | Miss Baggott, Rowan, Clem und Bob                      |
| III        | Duett „Now the little white boy“          | Clem und Bob                                           |
| IIIa       | Versteckspiel. „Juliet! Juliet!“          | Die Kinder                                             |
| IV         | Shanty „Pull the rope gently“             | Die Kinder                                             |
| V          | Ensemble „Is he wounded?“                 | Sam und die Kinder                                     |
| VI         | Marschlied                                | Die Kinder, später Miss Baggott, Bob und Clem          |
| VII        | Terzett                                   | Miss Baggott, Bob und Clem                             |
| VIII       | Arie „Run the poor sweep boy“             | Rowan und später die Kinder                            |
| IX         | Sammy’s Bath, Publikumslied II            | Publikum, später Rowan und die Kinder                  |
| X          | Ensemble „O why do you weep?“             | Sam, Rowan und die Kinder                              |
| XI und XII | Pantomime und Scena                       | Miss Baggott                                           |
| XIII       | Finale „Help! Help! She’s collapsed!“     | Rowan, Miss Baggott und die Kinder                     |
| XIV        | The Night Song, Publikumslied III         | Publikum                                               |
| XV         | Arie „Soon the coach will carry you away“ | Juliet                                                 |
| XVI        | Ensemble „Morning Sammy“                  | Sam und die Kinder                                     |
| XVII       | Terzett und Ensemble „Ready, Alfred?“     | Alfred, Tom, Miss Baggott, später Rowan und die Kinder |
| XVIII      | Coaching Song, Publikumslied IV           | Alle und Publikum                                      |

## Aufnahmen
| Dirigent         | Juliet           | Rowan            | Sam             | Miss Baggott    | Alfred            | Tom                | Jahr                               |
| ---------------- | ---------------- | ---------------- | --------------- | --------------- | ----------------- | ------------------ | ---------------------------------- |
| Benjamin Britten | April Cantelo    | Jennifer Vyvyan  | David Hemmings  | Nancy Thomas    | Peter Pears       | Trevor Anthony     | 1956, Decca                        |
| Jirí Kares       | Jitka Pokorná    | Nadezda Sormova  | Miroslav Prusek | Ivana Mixová    | Lubomir Procházka | Karel Hanus        | 1975 (in Tschechisch), Supraphon   |
| Philip Ledger    | Catherine Benson | Mary Wells       | Sam Monck       | Heather Begg    | Robert Tear       | Robert Lloyd       | 1977, HMV                          |
| Patrick Juzeau   | Joëlle Vautier   | Sylvie Kapeluche | ?               | Maria Murano    | André Battedou    | Claude Legendre    | 1979 (in Französisch), Adès        |
| Simon Halsey     | Lisa Milne       | ?                | Edward Yeo      | Felicity Palmer | John Graham-Hall  | Stephen Richardson | 1996, Film von Petr Weigl, Arthaus |

## Noten und Libretto
- Benjamin Britten: Vocal score. The Little Sweep (Let’s Make an Opera!)  Boosey and Hawkes, London 1950 (Klavierauszug).
- Benjamin Britten: Wir machen eine Oper und die Kinderoper Op. 45 „Der kleine Schornsteinfeger“. (Noten) Ullstein-Taschenbücherverlag, Frankfurt/Main 1959
- Eric Crozier: Wir machen eine Oper. Eine Unterhaltung für die Jugend. Zusammen mit der Kinderoper: „Der kleine Schornsteinfeger“. (Deutsche Übertragung von Bettina Hürlimann-Kiepenheuer, Musik von Benjamin Britten), Ullstein Taschenbücher-Verlag, Frankfurt/Main 1959